# Alleanza Liberalpopolare - Autonomie
Alleanza Liberalpopolare-Autonomie (ALA), presente nelle istituzioni come ALA-PRI, in precedenza conosciuta come ALA-Scelta Civica per la Costituente Liberale e Popolare, è stata una fondazione e gruppo parlamentare italiano formatosi al Senato della Repubblica il 29 luglio 2015, ad opera di Denis Verdini, già coordinatore nazionale de Il Popolo della Libertà e dirigente di Forza Italia, e da altri esponenti del centro-destra, da tempo in disaccordo con le scelte politiche di Silvio Berlusconi.

## Storia

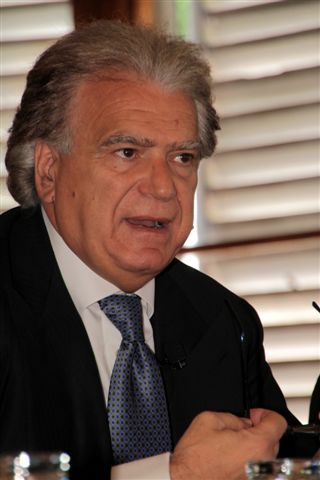
Denis Verdini

Il gruppo è stato costituito ufficialmente il 29 luglio 2015 da dieci senatori e lanciato durante una conferenza stampa al Senato della Repubblica presieduta da Denis Verdini. I parlamentari di AL-A provengono da diversi schieramenti del centrodestra (FI, MpA, CoR, Nuovo PSI e NCD), che si sono posti l'obiettivo di sostenere le riforme costituzionali presentate da Matteo Renzi.
Il 23 settembre 2015 hanno aderito al gruppo i due senatori Domenico Auricchio e Francesco Maria Amoruso, entrambi provenienti da Forza Italia e favorevoli a votare la riforma costituzionale del Senato. Hanno aderito successivamente, il 3 ottobre il senatore di Forza Italia ma iscritto al gruppo GAL Giuseppe Ruvolo e il 15 ottobre il senatore FI, Pietro Iurlaro.
Il 24 settembre sette deputati di Forza Italia abbandonano il loro gruppo per aderire alla componente del Gruppo misto denominata Movimento Associativo Italiani all'Estero - Alleanza per l'Italia, che dopo il loro arrivo muterà il nome in Alleanza Liberalpopolare Autonomie ALA - Movimento Associativo Italiani all'Estero MAIE.
Il 22 dicembre 2015 i senatori Sandro Bondi e Enrico Piccinelli e la senatrice Manuela Repetti aderiscono ad AL-A. A fine anno sono così 17 i membri del gruppo, sette in più rispetto al numero di partenza.
Il 20 gennaio 2016 l'ex senatrice del Movimento 5 Stelle Adele Gambaro aderisce al ALA.
Il 2 febbraio il senatore Lionello Marco Pagnoncelli entra nel gruppo verdiniano dopo aver lasciato i Conservatori e Riformisti.
Il 21 gennaio 2016 la senatrice Repetti diventa Segretario della Commissione permanente 1ª Affari costituzionali con il sostegno di Pd e Ncd; sempre lei prende il posto del senatore D'Anna come portavoce del movimento il 24 marzo 2016.
Il 29 aprile 2016 una delegazione di ALA composta dai senatori Denis Verdini e Lucio Barani e dal deputato Ignazio Abrignani incontra a Montecitorio una delegazione del PD composta da Luigi Zanda (capogruppo al Senato), Ettore Rosato (capogruppo alla Camera) e Lorenzo Guerini (vice-segretario del PD) per discutere e formalizzare gli elementi di collaborazione parlamentare tra le due forze politiche.
Il 1º maggio 2016 aderisce al gruppo parlamentare di ALA in Senato anche il senatore Antonio Milo, proveniente dai Conservatori e Riformisti. Il 19 dello stesso mese, l'onorevole Giorgio Lainati abbandona il partito di Berlusconi e aderisce alla formazione verdiniana.

### Elezioni amministrative 2016
Alle elezioni amministrative del 2016 ALA presenta le proprie liste a Napoli, Cosenza e Gragnano.
A Napoli il partito sostiene la candidata del centrosinistra Valeria Valente, presentando in suo sostegno la lista ALA-Alleanza Liberalpopolare Autonomie. Il risultato è però deludente: la lista ottiene l'1,42% e non elegge nessun consigliere. Inoltre la coalizione di centrosinistra ottiene il 21,13% arrivando quindi terza e venendo esclusa dal ballottaggio.
A Cosenza il partito sostiene il candidato del centrosinistra Carlo Guccione presentando in suo sostegno le liste civiche Prima Cosenza e Per Cosenza oltre i colori. Anche in questo caso il risultato è mediocre: la lista Per Cosenza oltre i colori ottiene l'1,75% e non elegge nessun consigliere; la lista Prima Cosenza ottiene il 2,77% e riesce ad eleggere un consigliere comunale. In ogni caso le elezioni vedono la vittoria al primo turno del candidato di centrodestra Mario Occhiuto, mentre il centrosinistra ottiene appena il 19,81%.
A Gragnano il partito appoggia con la propria lista il candidato Patrizio Mascolo, sostenuto da una coalizione di centro composta da Area Popolare, Centro Democratico, Unione di Centro, Alleanza Liberalpopolare-Autonomie, Rivoluzione Cristiana e due liste civiche. Il risultato non è entusiasmante: la lista ottiene il 2,83% e non elegge nessun consigliere. Mascolo ottiene il 28,33% al primo turno, superando il candidato del PD Silvana Somma (28,20%) e accedendo quindi al ballottaggio con Paolo Cimmino (43,45%), sostenuto da Noi Sud e da diverse liste civiche. Il ballottaggio vede tuttavia la vittoria di Cimmino col 62,77%, mentre Mascolo si ferma al 37,23%.
A Salerno il partito non presenta liste, ma due esponenti di ALA vengono candidati nella lista civica di centrosinistra Campania Libera. Nessuno dei due viene tuttavia eletto.

### Dopo le elezioni
Dopo il risultato deludente delle elezioni i rapporti con il Partito Democratico si deteriorano: il segretario del PD Matteo Renzi definisce l'alleanza con ALA a Cosenza e Napoli "una semplice alleanza locale che non ha funzionato per nessuno dei due", e conferma che alle successive elezioni politiche non vi sarà alcuna alleanza tra i due partiti. La dichiarazione provoca le proteste degli esponenti di ALA.
Il 20 giugno 2016 i senatori Sandro Bondi e Manuela Repetti lasciano ALA e ritornano nel Gruppo misto.

### La fusione con Scelta Civica e l'ingresso in maggioranza
Dopo circa due mesi di assidua collaborazione politica, il 13 ottobre 2016 alla Camera dei Deputati viene ufficialmente costituito il gruppo parlamentare "Scelta Civica verso Cittadini per l'Italia-MAIE", a cui aderiscono rispettivamente gli otto deputati di ALA ed i due del MAIE (sino a quel momento iscritti alla componente "ALA-MAIE" del Gruppo misto), i cinque rappresentanti di Scelta Civica ed il deputato indipendente ex Fare! Marco Marcolin (sino a quel momento annoverati tra i non iscritti del Gruppo misto), vengono dunque federate Alleanza Liberalpopolare-Autonomie e Scelta Civica in un unico gruppo che si schiera a sostegno del governo Renzi e che, tra l'altro, vede un proprio esponente (il deputato Enrico Zanetti) ricoprire l'incarico di viceministro dell'Economia e delle Finanze.
Il gruppo, che ha come presidente il deputato Francesco Saverio Romano, ha sempre votato la fiducia al governo Renzi ed ha fatto parte della maggioranza parlamentare dello stesso.

### Il referendum costituzionale e l'opposizione al governo Gentiloni
In occasione del referendum costituzionale del 4 dicembre 2016 Scelta Civica ed Alleanza Liberalpopolare-Autonomie partecipano attivamente alla campagna referendaria a sostegno del SI; in particolare costituiscono, assieme ad ex esponenti istituzionali di spicco (tra cui l'ex Presidente del Senato Marcello Pera) i comitati LiberiSI.
I risultati del referendum, che vedono una netta affermazione del NO, provocano le dimissioni del premier Matteo Renzi.
Nel contempo, il 7 dicembre 2016, i gruppi parlamentari di Camera e Senato assumono rispettivamente le nuove denominazioni: "Scelta Civica-ALA per la Costituente Liberale e Popolare-MAIE" e "ALA-Scelta Civica per la Costituente Liberale e Popolare".
Durante le consultazioni dei gruppi parlamentari da parte del Presidente della Repubblica Sergio Mattarella, mentre in un primo momento viene garantito l'appoggio dei parlamentari di ALA-Scelta Civica ad un eventuale nuovo governo, Denis Verdini annuncia che i gruppi parlamentari negheranno la fiducia al nuovo governo Gentiloni a causa dell'assenza di un proprio esponente a ricoprire il ruolo di ministro; di conseguenza anche Enrico Zanetti (che sino a quel momento era Viceministro dell'Economia) non viene riconfermato in tale incarico nel nuovo governo; i gruppi di ALA-Scelta Civica si collocano quindi all'opposizione del governo Gentiloni.

### Le nuove defezioni
Il 9 febbraio 2017 i senatori Giuseppe Ruvolo e Riccardo Conti abbandonano ALA per passare all'Unione di Centro.
Il 30 marzo 2017 il deputato Giovanni Mottola lascia ALA e aderisce ad Alternativa Popolare. Il numero dei deputati scende quindi a 7.
Il 28 giugno i senatori Domenico Auricchio e Enrico Piccinelli lasciano il partito e tornano con Forza Italia. Il numero dei senatori scende così a 14.

### Il ritorno in maggioranza
Il 26 ottobre dello stesso anno dopo aver votato in via definitiva a favore del Rosatellum bis, posto con la questione di fiducia, il gruppo ritorna in maggioranza insieme a Scelta Civica e a MAIE, sostituendo Art.1 passato all'opposizione del Governo Gentiloni.

### L'uscita di Scelta Civica e l'abbandono dei deputati
Nel novembre 2017 Scelta Civica annuncia l'ingresso nel centro-destra, ponendo fine alla coalizione con ALA. Il 22 novembre il gruppo in Senato viene quindi ribattezzato ALA-Alleanza Liberalpopolare-Autonomie.
Il 3 dicembre il capogruppo alla Camera Francesco Saverio Romano abbandona ALA insieme ad altri tre deputati annunciando il rientro del partito nel centro-destra. Il 19 dicembre il gruppo alla Camera viene ribattezzato "Noi con L'Italia-Scelta Civica per l'Italia-MAIE".
Il 21 dicembre 2017 anche il senatore Antonio Scavone abbandona ALA e aderisce al neonato gruppo parlamentare di centro-destra Noi con L'Italia.
Il 23 dicembre 2017 il senatore Giuseppe Compagnone (nel frattempo eletto deputato all'Assemblea Regionale Siciliana), si dimette per incompatibilità.
Il 5 gennaio 2018 il gruppo cambia nome in ALA (Alleanza Liberalpopolare Autonomie) - PRI (Partito Repubblicano Italiano), dopo l'accordo con il PRI per presentarsi insieme alle elezioni di marzo e il conseguente ingresso nel gruppo del Senatore repubblicano Mario D'Apuzzo.
In seguito al fallito accordo di coalizione con il Partito Democratico, gli esponenti restanti di ALA decidono di non ricandidarsi alle elezioni politiche del 2018. Con la fine della legislatura il partito perde quindi ogni rappresentanza in parlamento.

## Nelle istituzioni

### Composizione al Senato della Repubblica
Nel gruppo: ALA-Alleanza Liberalpopolare-Autonomie
| XVII legislatura |
| ---------------- |
| 12 senatori      |

| Senatore                   | Data di adesione | Gruppo di provenienza                                   | Altro                   |
| -------------------------- | ---------------- | ------------------------------------------------------- | ----------------------- |
| Lucio Barani               | 29/07/2015       | Grandi Autonomie e Libertà                              | Capogruppo              |
| Riccardo Mazzoni           | 29/07/2015       | Forza Italia - Il Popolo della Libertà XVII legislatura | Vice capogruppo vicario |
| Denis Verdini              | 29/07/2015       | Forza Italia - Il Popolo della Libertà XVII legislatura |                         |
| Vincenzo D'Anna            | 29/07/2015       | Grandi Autonomie e Libertà                              |                         |
| Ciro Falanga               | 29/07/2015       | Conservatori e Riformisti                               | Segretario              |
| Eva Longo                  | 29/07/2015       | Conservatori e Riformisti                               | Vice capogruppo         |
| Pietro Langella            | 29/07/2015       | Area Popolare                                           |                         |
| Francesco Maria Amoruso    | 22/09/2015       | Forza Italia - Il Popolo della Libertà XVII legislatura |                         |
| Pietro Iurlaro             | 16/10/2015       | Grandi Autonomie e Libertà                              |                         |
| Adele Gambaro              | 20/01/2016       | Gruppo misto                                            |                         |
| Lionello Marco Pagnoncelli | 30/01/2016       | Conservatori e Riformisti                               |                         |
| Antonio Milo               | 01/05/2016       | Conservatori e Riformisti                               |                         |